# Armide (Lully)
Armide ist eine Oper (LWV 71, Originalbezeichnung: „Tragédie en musique“) in einem Prolog und fünf Akten von Jean-Baptiste Lully. Das Libretto von Philippe Quinault basiert auf Torquato Tassos Epos Das befreite Jerusalem. Die Uraufführung fand am 15. Februar 1686 im Théâtre du Palais-Royal der Pariser Oper statt.

## Handlung

### Prolog
Ein Palast

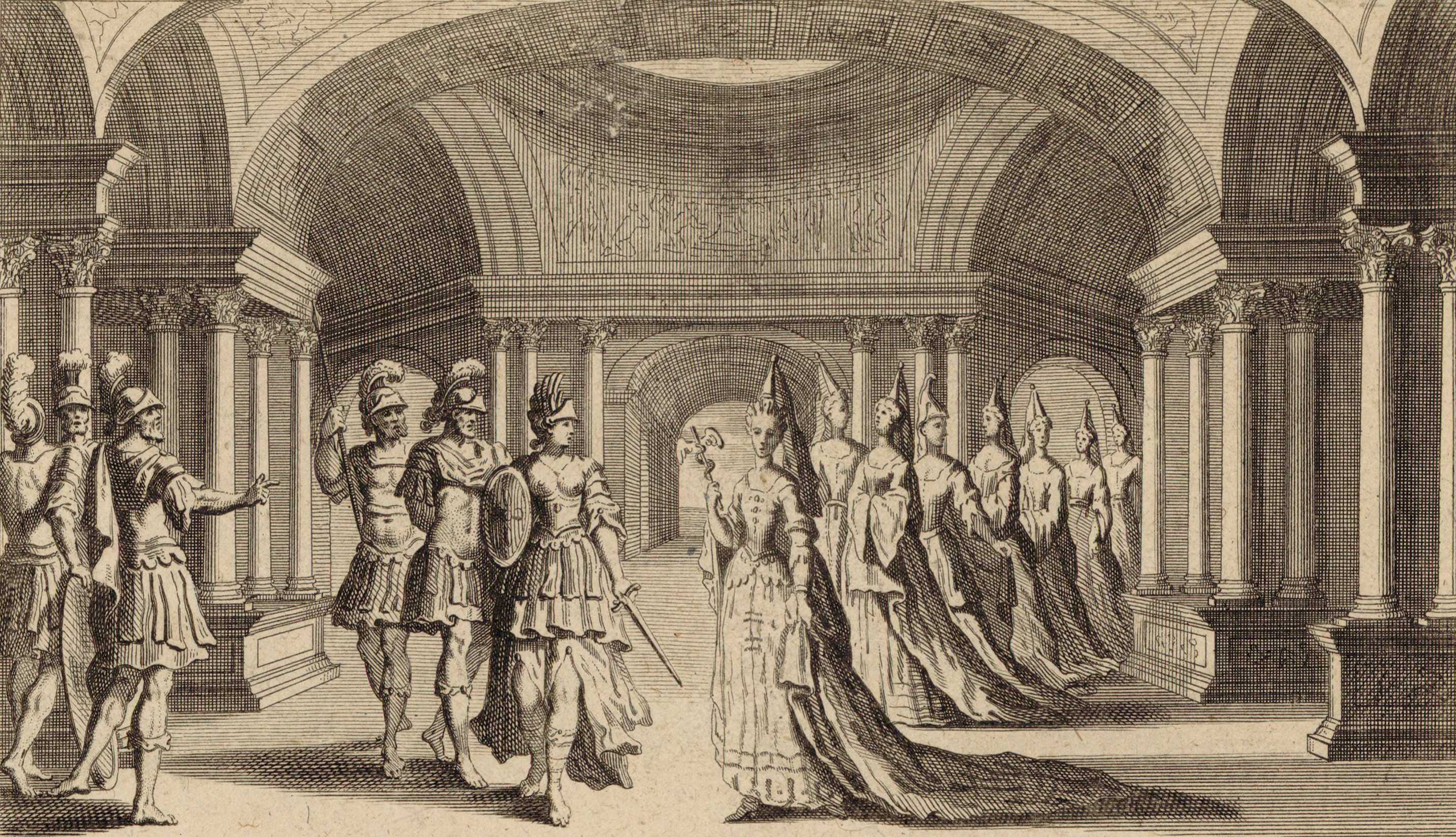
Szene aus dem Prolog

La Gloire (die Allegorie des Ruhms) und La Sagesse (die Allegorie der Weisheit) preisen, unterstützt von ihrem jeweiligen Gefolge, einen unbenannten Helden (König Ludwig XIV.) und streiten darum, wen von ihnen dieser Held bevorzugt. Sie einigen sich schließlich darauf, dass La Gloire in Kriegszeiten der Vorrang gebühre, im Frieden aber La Sagesse. Letztere erinnert daran, dass ihr Held sie zu einem Schauspiel eingeladen habe, in dem Renaud zugunsten des Ruhmes auf seine Liebe zur Zauberin Armide verzichte.

### Erster Akt
Platz in Damaskus mit einem Triumphbogen
Szene 1. Armide, die zauberkundige Prinzessin von Damaskus, wurde von ihrem Geliebten Renaud verschmäht und klagt ihr Leid ihren Gefährtinnen Phénice und Sidonie. Die beiden erinnern sie an den kürzlich errungenen Sieg über das Kreuzfahrerheer Godefrois (Gottfried von Bouillon). Doch nichts kann Armides Stimmung heben: Sie hat im Traum gesehen, wie Renaud ihr Herz durchbohrte (Armide: „Un songe affreux m’inspire une fureur nouvelle“).
Szene 2. Der alte Hidraot, Armides Onkel und König von Damaskus, erscheint mit seinem Gefolge. Er wünscht nichts mehr, als dass Armide einen würdigen Gatten finde, der nach ihm über das Reich herrschen könne. Armide erklärt, dass sie nur denjenigen heiraten werde, der zuvor Renaud im Kampf besiegt habe.
Szene 3. Das Volk von Damaskus feiert Armides Sieg mit Tanz und Gesang (Hidraot und Chor: „Armide est encor plus aimable“). Phénice und Sidonie stimmen ein: Armide habe die Gegner ohne Kriegswaffen, allein durch ihre Schönheit, bezwungen (Chor und Phénice: „Que la douceur d’un triomphe est extrême“).
Szene 4. Der Heerführer Aronte stolpert verwundet mit zerbrochenem Schwert herein und berichtet, dass die von ihm bewachten Gefangenen von einem einzigen unbesiegbaren Helden befreit wurden. Wie Armide sogleich ahnt, handelt es sich um Renaud. Alle schwören Rache (Armide, Hidraot und Chor: „Poursuivons jusqu’au trépas“).

### Zweiter Akt
Landschaft, in der ein Fluss eine anmutige Insel bildet

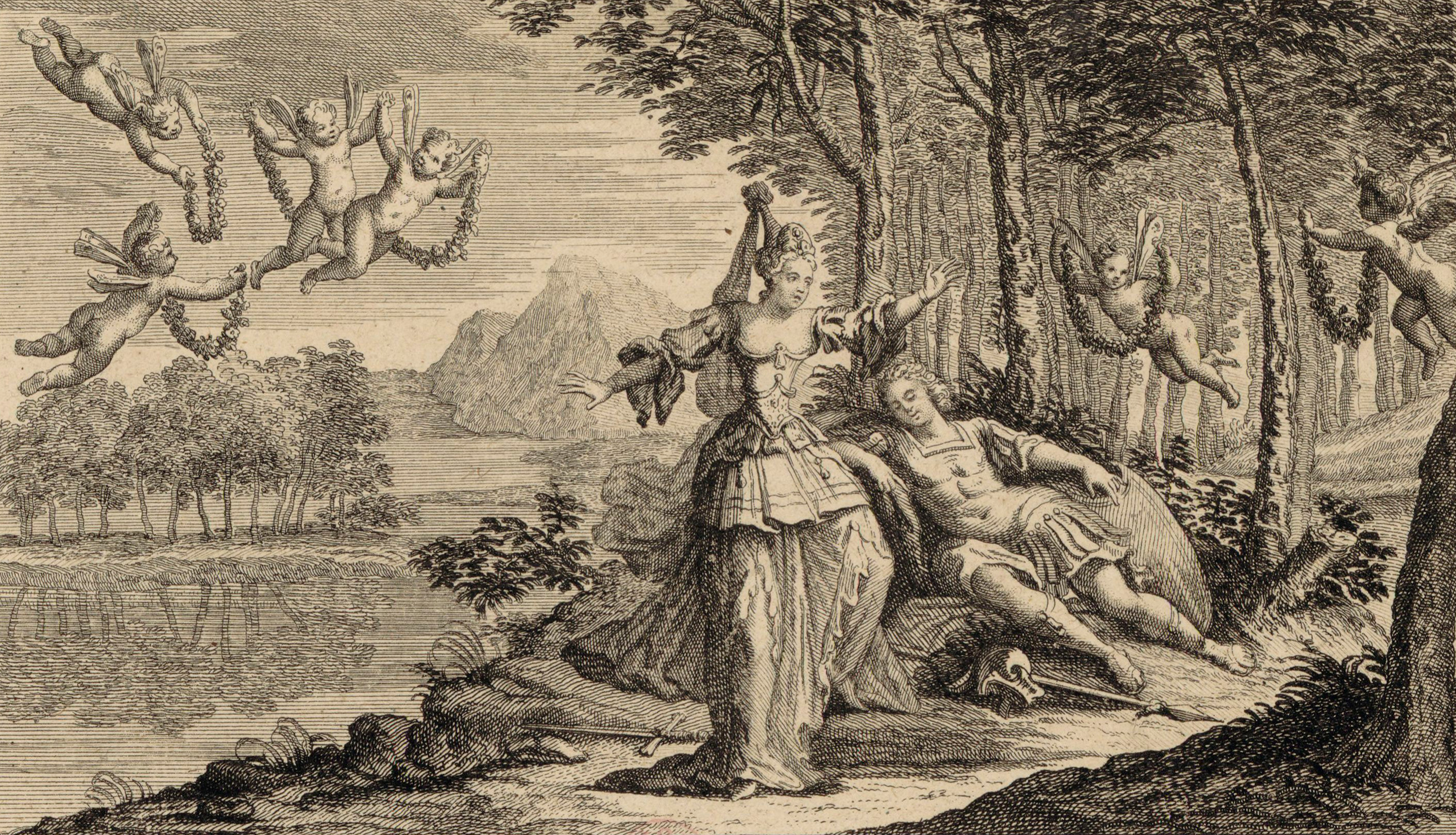
Szene aus dem zweiten Akt

Szene 1. Der Ritter Artémidore dankt seinem Befreier Renaud, der ihn zurück zum Kreuzfahrerlager schickt. Renaud selbst kann nicht dorthin zurückkehren, da er – von Gernaud fälschlich eines Vergehens beschuldigt – von Godefroi verbannt worden war. Renaud will nun allein neue Abenteuer suchen. Die Warnung Artémidores vor Armide tut er mit den Worten ab, dass sie ihn auch bei ihrer letzten Begegnung nicht bezirzen konnte. Beide gehen.
Szene 2. Hidraot führt Armide herbei. Er hat Dämonen beschworen, die an diesem abgelegenen Ort erscheinen sollen. Da sich noch kein Ungeheuer sehen lässt, sprechen beide gemeinsam erneut einen Zauber, um ihre Geister herbeizurufen und Renaud zu bezirzen (Hidraot und Armide: „Esprits de haine et de rage“). In einer Vision sieht Armide, wie sich Renaud dem Flussufer nähert. Sie zieht sich mit Hidraot zurück.
Szene 3. Am Ufer angekommen besingt der bezirzte Renaud die Schönheit der Natur (Renaud: „Plus j’observe ces lieux et plus je les admire“). Er wird von Müdigkeit überwältigt und schläft ein.
Szene 4. Eine Naïade, Nymphen, Hirten und Schäferinnen erscheinen – es sind in Wirklichkeit die von Armide beschworenen Dämonen in verwandelter Gestalt. Sie tanzen, besingen das friedliche Leben und die Liebe und umwinden Renaud mit Blumengirlanden („Au tems heureux où l’on sçait plaire“).
Szene 5. Armide sieht ihre Chance zur Rache gekommen und nähert sich mit einem Dolch dem schlafenden Renaud (Armide: „Enfin, il est en ma puissance“). Doch plötzlich wird sie erneut von Liebe zu ihm überwältigt. Ihr Zorn verfliegt. Aus Scham über ihr Unvermögen fordert sie ihre Dämonen auf, sich in Zephyre zu verwandeln und sie beide weit weg in die Wüste zu tragen (Armide: „Venez, secondez mes desirs“).

### Dritter Akt
Eine Wüste

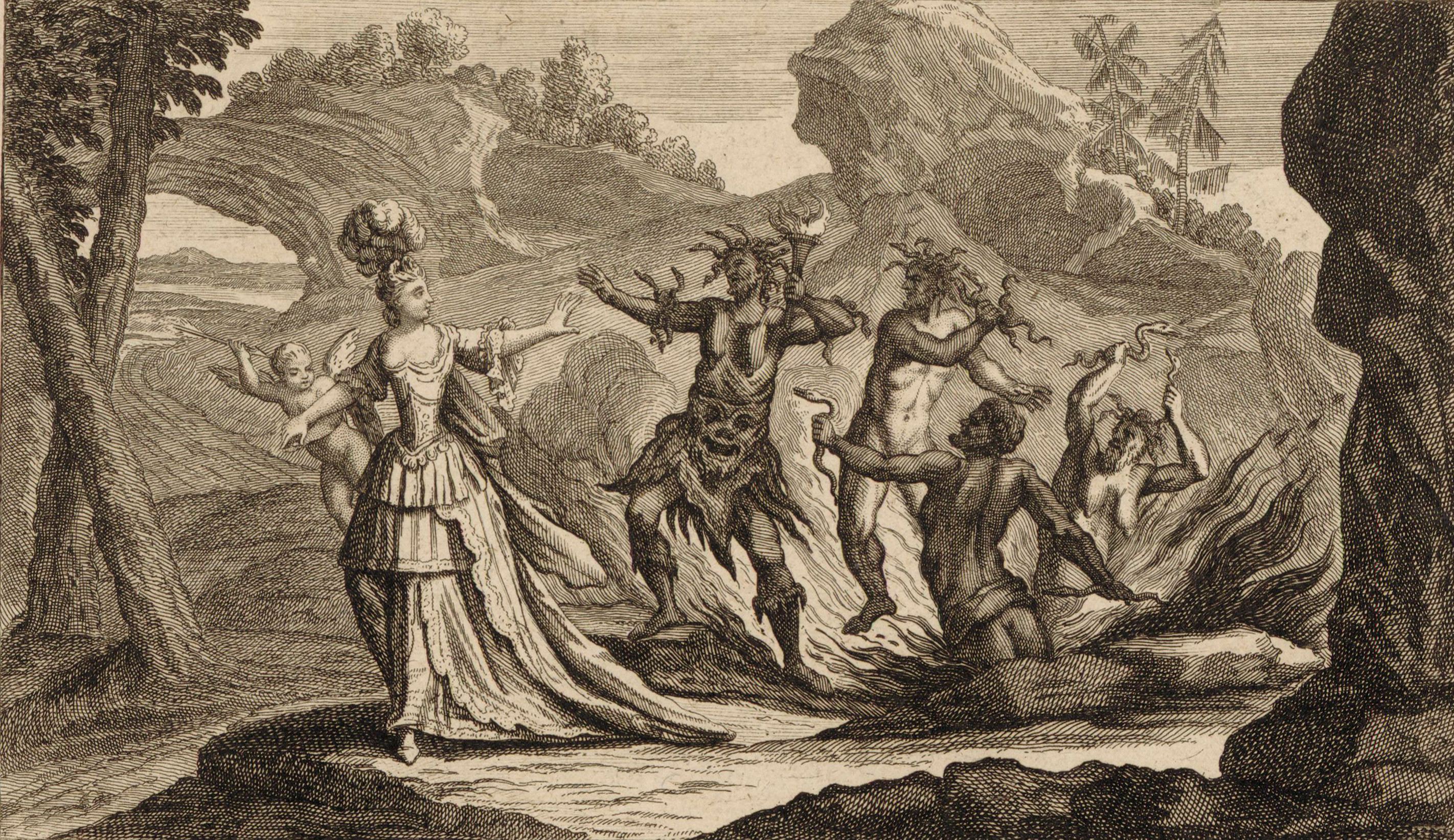
Szene aus dem dritten Akt

Szene 1. Armide wird von Selbstzweifeln geplagt (Armide: „Ah! si la liberté me doit être ravie“).
Szene 2. Phénice, Sidonie bemühen sich, ihre Herrin zu trösten. Schließlich befindet sich Renaud jetzt in ihrer Gewalt und muss ihrem Liebeszauber erliegen. Doch Armide kann sich mit erzwungener Liebe nicht zufriedengeben (Armide: „De mes plus doux regards Renaud sçût se défendre“). Sie beschließt, ihre Liebe durch Hass zu ersetzen (Armide: „Quelle vengeance ai-je à prétendre“).
Szene 3. Wieder allein, ruft Armide La Haine, die Furie des Hasses, herbei, um ihre Liebe zu vertreiben (Armide: „Venez, venez, Haine implacable“).
Szene 4. La Haine erscheint mit ihrem Gefolge. Sie erfüllt gerne Armides Wunsch, die Liebe in ihrem Herzen zu vernichten (La Haine: „Je réponds à tes vœux, ta vois s’est fait entendre“). Doch als die Beschwörung (ein Furientanz) in vollem Gange ist, ruft Armide Einhalt, da sie sich anders besonnen hat. La Haine fühlt sich von ihr verhöhnt und schwört, ihr nie wieder zu Hilfe zu kommen. Amor werde sie ins Verderben führen.

### Vierter Akt
Dieselbe Einöde, deren Abgründe sich öffnen; danach Verwandlung in eine liebliche Landschaft

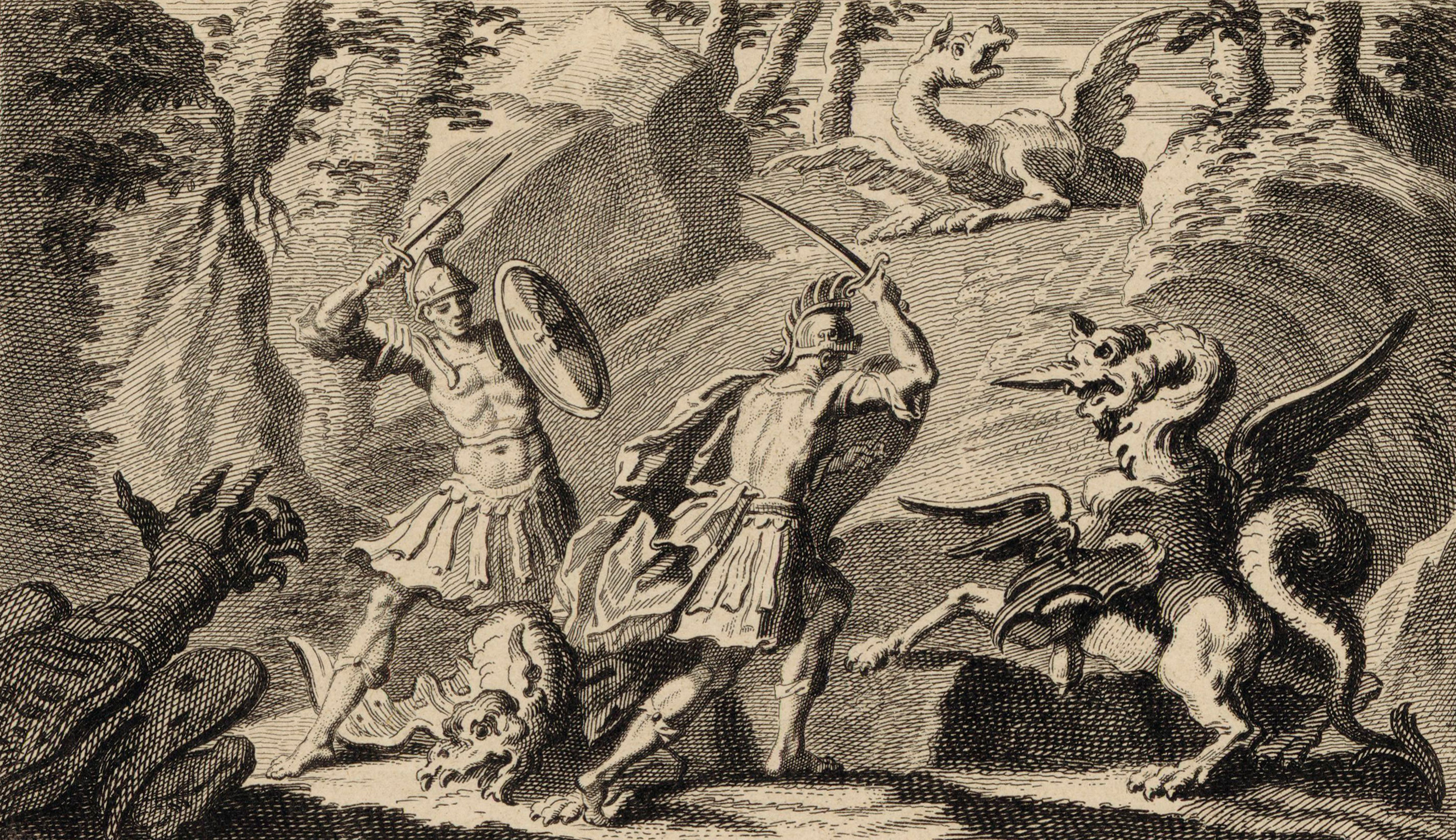
Szene aus dem vierten Akt

Szene 1. Ubalde und der dänische Ritter wurden von Godefroi ausgesandt, um Renaud aus den Fängen Armides zu befreien. Ubalde hat, um ihren Zauberkräften zu entgehen, von einem Magier einen diamantenen Schild und ein goldenes Zepter erhalten. Der dänische Ritter trägt einen Degen, den er Renaud übergeben soll. Nebel erhebt sich und verteilt sich in der Wüste des dritten Akts. Verschiedene Ungeheuer stellen sich den beiden entgegen (Ubalde und der dänische Ritter: „Ah! que d’objets horribles!“), doch Ubalde kann sie mit seinem Zepter vertreiben. Auch der Nebel verschwindet. Die Wüste verwandelt sich in eine liebliche Landschaft. Sie sind zuversichtlich, Renaud zu finden und für den Kreuzzug zurückgewinnen zu können.
Szene 2. Ein Dämon erscheint in der Gestalt Lucindes, der Geliebten des dänischen Ritters, und versucht diesen zu betören (Lucinde und Chor: „Voici la charmante retraite“). Der dänische Ritter kann sich von ihr nicht losreißen und ignoriert alle Warnungen Ubaldes. Doch als dieser sie mit dem goldenen Zepter berührt, verschwindet sie auf der Stelle.
Szene 3. Ubalde versichert dem dänischen Ritter, dass die Erscheinung nur ein Trugbild war (Ubalde und der dänische Ritter: „Ce que l’amour a de charmant“). Er selbst glaubt sich vor derartigen Verirrungen sicher, da er seine Geliebte verlassen hat, um sich ganz dem Ruhm zu widmen.
Szene 4. Ein Dämon in der Gestalt von Ubaldes ehemaliger Geliebter Melisse erscheint. Diesmal ignoriert Ubalde die Warnungen des dänischen Ritters. Dieser entreißt ihm den Zepter, berührt Melisse und vertreibt sie so. Die beiden Ritter beschließen, in Zukunft vorsichtiger zu sein und sich zu beeilen, den Palast Armides zu erreichen (Ubalde und der dänische Ritter: „Que deviens l’objet qui m’enflâme?“).

### Fünfter Akt
Der verzauberte Palast Armides

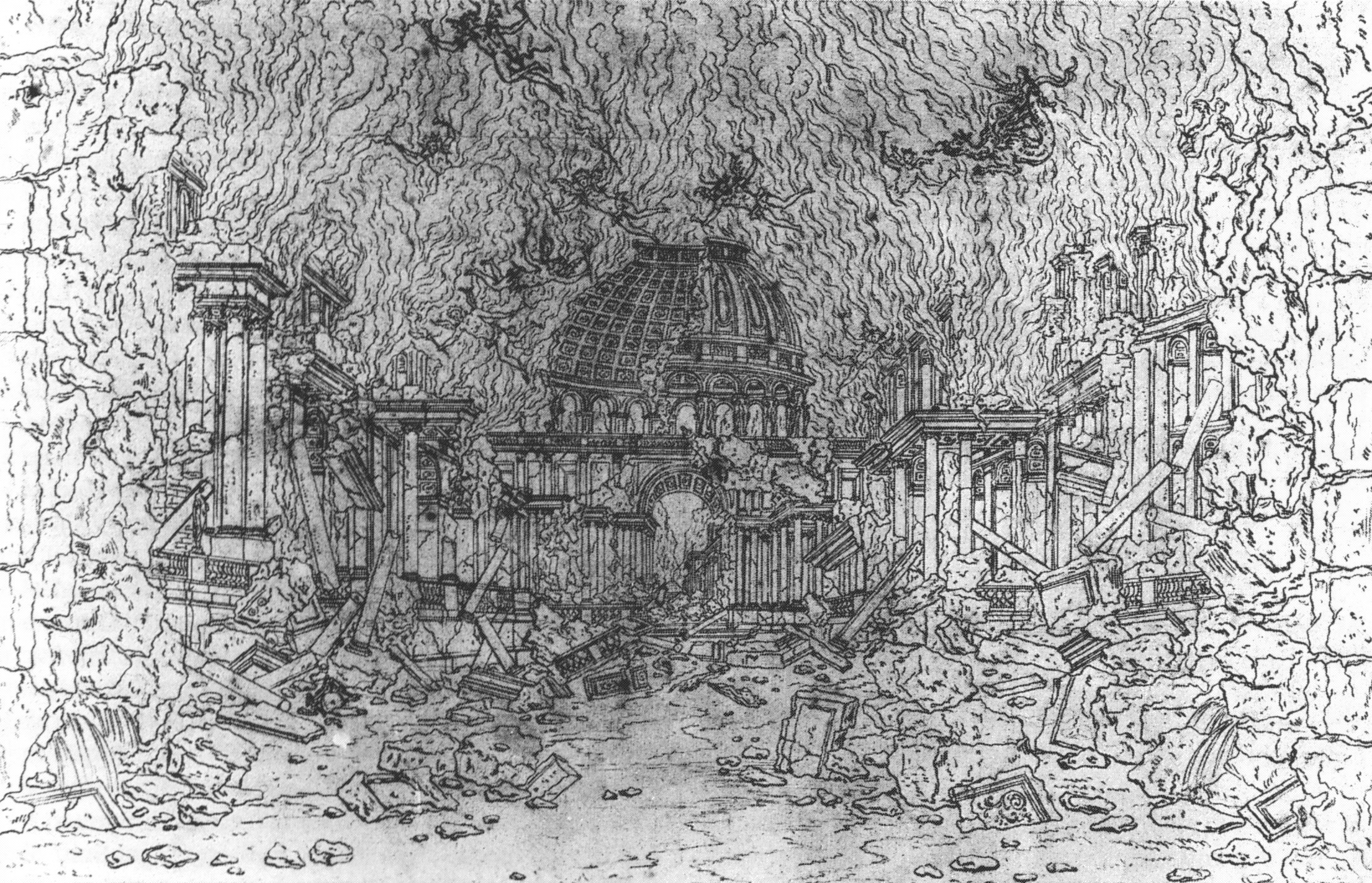
Jean Bérain: Die Zerstörung von Armides Palast mit Dämonen am Himmel, 1686

Szene 1. Renaud ist Armide nun völlig verfallen. Unbewaffnet, mit Blumengirlanden geschmückt, hält er sich in ihrem Palast auf. Doch Armide wird von bösen Vorahnungen geplagt. Sie macht sich auf den Weg in die Unterwelt, um dort Rat zu suchen. Während ihrer Abwesenheit sollen die Genien der Freude ihren Geliebten unterhalten.
Szene 2. Die Genien der Freude und Chöre seliger Liebender erscheinen zu einem Divertissement – einer ausgedehnten Passacaille mit gesungenen Zwischenspielen und Tänzen („Les plaisirs ont choisi pour azile“). Doch Renaud zieht die Einsamkeit vor, solange seine Geliebte nicht bei ihm ist. Die Genien und Chöre ziehen sich zurück.

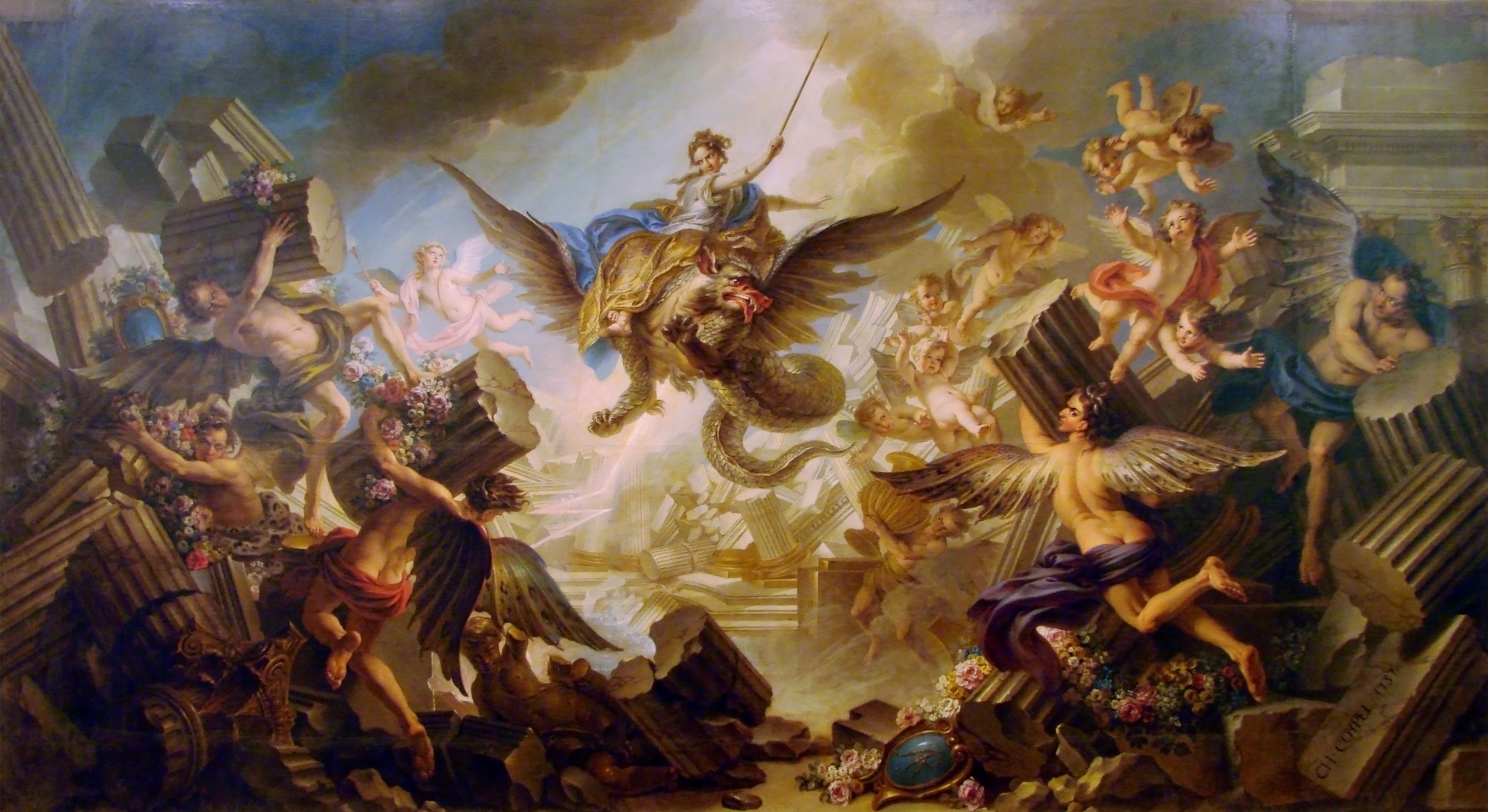
Charles-Antoine Coypel: Die Zerstörung von Armides Palast, 1737

Szene 3. Ubalde und der dänische Ritter haben ihr Ziel erreicht und treffen Renaud allein an. Nachdem Ubalde ihm den Diamantschild vor die Augen gehalten hat, verfliegt seine Verzauberung. Sie teilen ihm mit, dass ihr Heerführer ihn zurück zum Kampf rufe. Renaud reißt die Blumengirlanden herunter und erhält den Diamantschild von Ubalde und den Degen vom dänischen Ritter. Er ist bereit zur Abreise.
Szene 4. Bevor die drei den Palast verlassen können, kehrt Armide zurück. Sie fleht Renaud an, zu bleiben, oder sie wenigstens als Gefangene mitzunehmen. Doch Renaud ist fest entschlossen, seine Pflicht wieder aufzunehmen. Er versichert ihr lediglich, dass er ihrer ewig gedenken werde. Nun verlegt sich Armide auf Drohungen, aber auch diese bewirken nichts mehr. Nach einem letzten Ausdruck des Bedauerns verlässt Renaud mit seinen Gefährten den Zauberpalast.
Szene 5. Armide ist allein zurückgeblieben. Nach einer Klage über den Verlust Renauds erinnert sie sich an die Prophezeiung La Haines (Armide: „Le perfide Renaud me fuit“). Nun bleibt ihr nur noch die Rache. Verzweifelt befiehlt sie ihren Furien und Dämonen, den Zauberpalast niederzureißen. Anschließend entfernt sie sich in einem fliegenden Wagen.

## Gestaltung

### Instrumentation
Die Orchesterbesetzung der Oper enthält die folgenden Instrumente:
- zwei Flöten (Blockflöten)
- zwei Oboen
- Fagott
- Streicher
- Basso continuo

### Musik
Die Oper besteht aus Rezitativen und geschlossenen Formen mit integrierten Tänzen, Orchestersätzen und Chören. Im Werk Lullys bildet sie den Endpunkt einer Tendenz zu immer ausdrucksstärkeren Rezitativen und einer immer sorgfältiger ausgearbeiteten musikalischen Struktur. Auch dem Sologesang wird zunehmend größerer Stellenwert beigemessen. Anders als in einigen späteren Vertonungen desselben Sujets steht bei Lully nicht der innere Konflikt Renauds zwischen Liebe und Pflicht im Mittelpunkt, sondern die zwischen Liebe und Hass schwankenden Gefühle Armides für Renaud. Ihre Szenen hinterlassen entsprechend auch beim Zuhörer den größten Eindruck.
Bedeutende Stücke der Oper sind:
- Armides von tiefen Streichern begleitete Auftrittsszene „Un songe affreux m’inspire une fureur nouvelle“ nach einem Vorspiel im „Dämonentopos“ (erster Akt, Szene 1)[2]
- Die Beschwörung der Dämonen durch Armide und Hidraot (zweiter Akt, Szene 2): variierte Wiederaufnahme des dämonischen Vorspiels vom Beginn mit straffen Rhythmen und Dissonanzen.[1] Das Duett „Esprits de haine et de rage“ ist durch Tonrepetitionen gekennzeichnet.[2]
- Renauds Szene „Plus j’observe ces lieux et plus je les admire“ (zweiter Akt, Szene 3) zu einer pastoralen Begleitung von Blockflöten und gedämpften Streichern.[3] Johann Sebastian Bach zitierte diese Musik fast notengetreu im Begleitchor „So schlafen unsere Sünden ein“ der Tenor-Arie „Ich will bei meinem Jesu wachen“ seiner Matthäuspassion.[1][2][4] Auch die Arie „Cara sposa, amante cara“ in Händels Rinaldo (erster Akt, Szene 7) ist möglicherweise von dieser Schlafszene inspiriert.[5] Insgesamt ergibt die Figur des Renaud bei Lully aber einen schwachen Helden, der ein bisschen blass wirkt.[6]
- Nach einem dämonischen Orchestervorspiel bildet Armides berühmter vom Generalbass begleiteter Monolog „Enfin, il est en ma puissance“ (zweiter Akt, Szene 5) in Tonart und Klang einen starken Kontrast zu der vorangegangenen Szene Renauds.[2]
- Am Beginn des dritten Akts steht mit „Ah! si la liberté me doit être ravie“ ein weiterer Monolog Armides, diesmal vom Orchester begleitet.[3]
- Der nächste Monolog Armides, die Beschwörung des Hasses in „Venez, venez, Haine implacable“ (dritter Akt, Szene 3), entwickelt sich über einer wilden Basslinie.[3]
- In der eigentlichen Hassszene (dritter Akt, Szene 4) verzichtet Lully auf den Sopran des Chores. Das düstere Klangbild wird außerdem durch die Besetzung La Haines mit einem tiefen Tenor gewährleistet.[1]
- Den Gegensatz dazu bilden die heller gestalteten nachfolgenden Szenen, die ohne tiefe Singstimmen und teilweise auch ohne die tiefen Streicher auskommen.[1]
- Der fünfte Akt ist der dramatische Höhepunkt der Oper. Jean Laurent Le Cerf de la Viéville bezeichnete ihn als „triomphe abrégé de la musique française“. Das Divertissement der zweiten Szene ist eine große Passacaille aus 76 Couplets und einer Reprise des Mittelteils (Couplets 37–44). Die ersten 36 Couplets sind instrumental, die Couplets 37-44, 49-60 und 65-76 vokal.[2] Es handelt sich um das umfangreichste Ostinato-Stück Lullys.[1]
- Die dramatische Schlussszene Armides ist durch Tempowechsel und affektgeladene Instrumentalsätze gekennzeichnet. Die Musik Lullys gelangt hier zur „höchsten Vollendung“.[2]

### Libretto
Die Textvorlage Tassos enthält neben der Geschichte von Armide und Renaud zahlreiche andere Motive und Personen, die auf komplexe Weise ineinander verzahnt sind. Daher war es für jeden Librettisten eine Herausforderung, daraus einen zusammenhängenden Opernstoff in den damals üblichen fünf Akten zu erstellen. Philippe Quinault war für gerade diese Fähigkeit berühmt geworden. So wird dem Komponisten Francesco Cavalli die Aussage zugeschrieben: „Quinault besitzt die große Fähigkeit unseres Zeitalters: Er weiß die Dinge zu ordnen.“ Quinault verzichtete auf das glückliche Ende der Vorlage, erweiterte aber im Gegenzug die Handlung des dritten Akts um Armides Zurückweisung des Hasses. Beim Handlungsverlauf orientierte er sich am klassizistischen Drama und schuf so ein „grundsolides Textfundament“ für Lullys und später auch Glucks Vertonung.

## Werkgeschichte

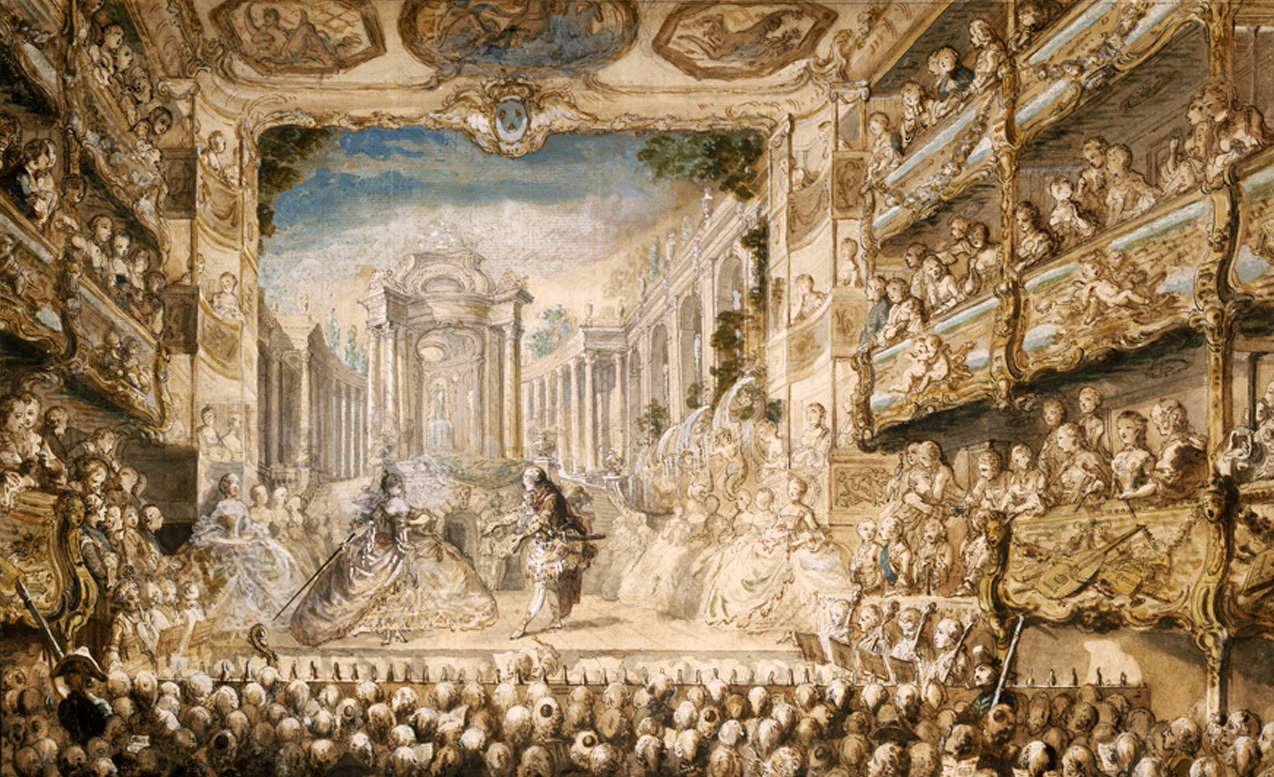
Gabriel de Saint-Aubin: Szene einer Aufführung im Palais-Royal, 1761

Armide ist die letzte gemeinschaftliche Arbeit Lullys mit dem Librettisten Philippe Quinault und zugleich Lullys letzte vollendete „Tragédie en musique“. Sie gilt als meisterlicher Höhepunkt ihrer Zusammenarbeit. Der Text basiert auf Torquato Tassos Epos Das befreite Jerusalem. Das Thema hatte König Ludwig XIV. persönlich ausgesucht. Politisch fiel das Stück in die Zeit eines Umbruchs: Mit der Aufhebung des Edikts von Nantes am 22. Oktober 1685 nahm die Verfolgung der Hugenotten zu. Bildlich konnte man in dem Kreuzzügler Renaud das katholische Frankreich sehen, dem die Ungeheuer des Protestantismus gegenüberstanden. Es gab aus unterschiedlichen Gründen (Grove Music Online nennt Krankheits- und Terminprobleme, Pipers Enzyklopädie des Musiktheaters den zunehmenden Einfluss des Katholizismus und Lullys zeitweilige Ungnade beim König) keine Vorab-Premiere am Hof. Erst an späteren konzertanten Kammeraufführungen konnte die Dauphine teilnehmen.
Abgesehen von den beiden Hauptrollen Armide und Renaud sind die Namen der Sänger der Uraufführung am 15. Februar 1686 im großen Saal des Théâtre du Palais-Royal der Pariser Oper (Académie Royale de Musique et de Danse) nicht gesichert. Der Almanacco von Gherardo Casaglia nennt Armand (La Gloire), Marie/Marthe Le Rochois (Armide), Marie-Louise-Antoinette Desmâtins (Phénice), Françoise „Fanchon“ Moreau (Sidonie), Jean Dun „père“ (Hidraot), Charles Hardouin (Aronte und Ubalde), Louis Gaulard Dumesny (Renaud), Claude Desvoyes (Artémidore), Pierre Chopelet (Chevalier danois), Frère (La Haine), Cochereau (Melisse und Bergère héroïque), Bataille (Lucinde und Naïade), François Beaumavielle (Amant fortuné) und Antoine Boutelou (Plaisir). Zu den Tänzern zählten Marie Sallé (Sagesse) und Louis Pécour, der auch die Choreographie erstellte. Die musikalische Leitung hatte Pascal Collasse. Das Bühnenbild stammte von Jean Bérain.

Kostüme
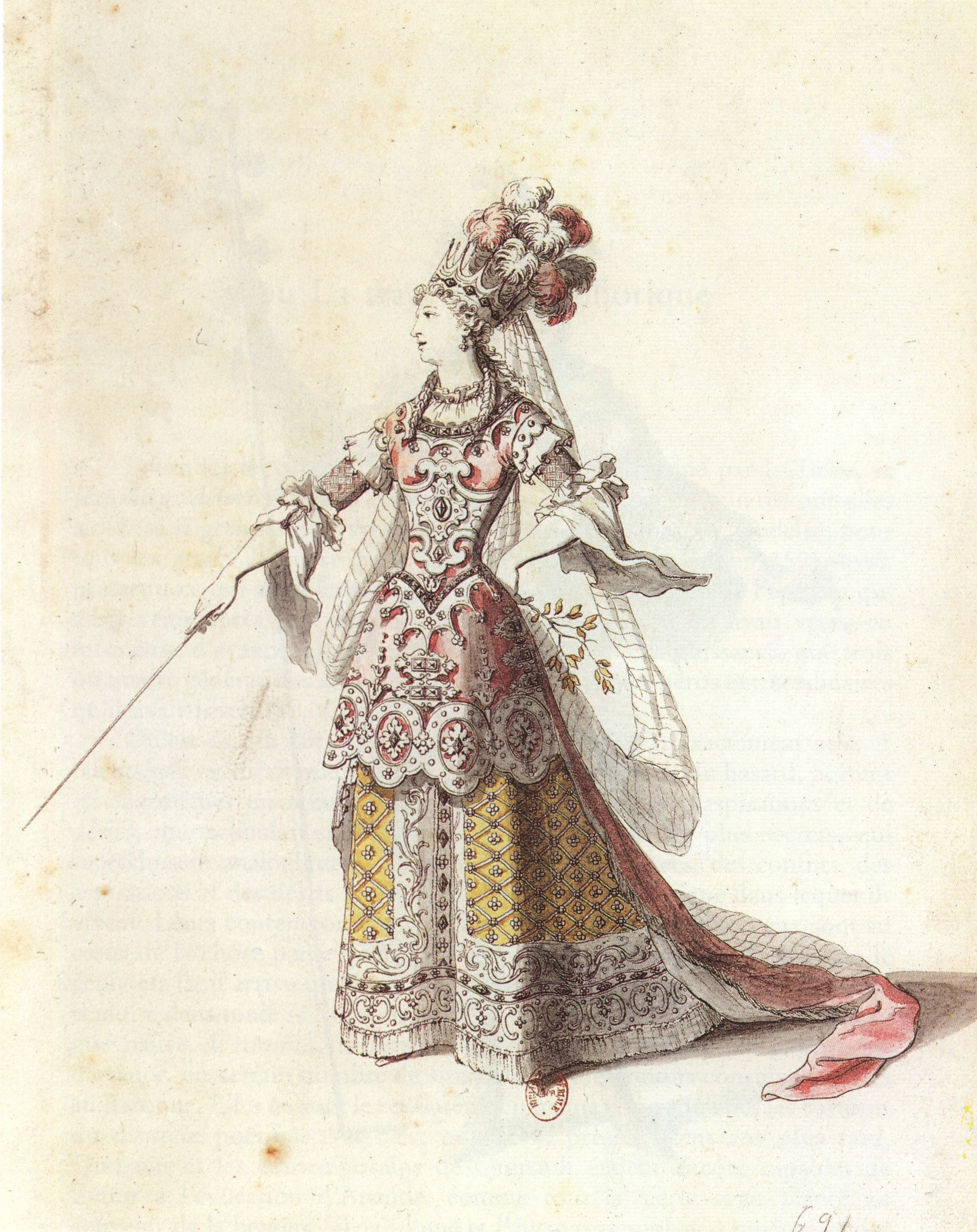
Armide
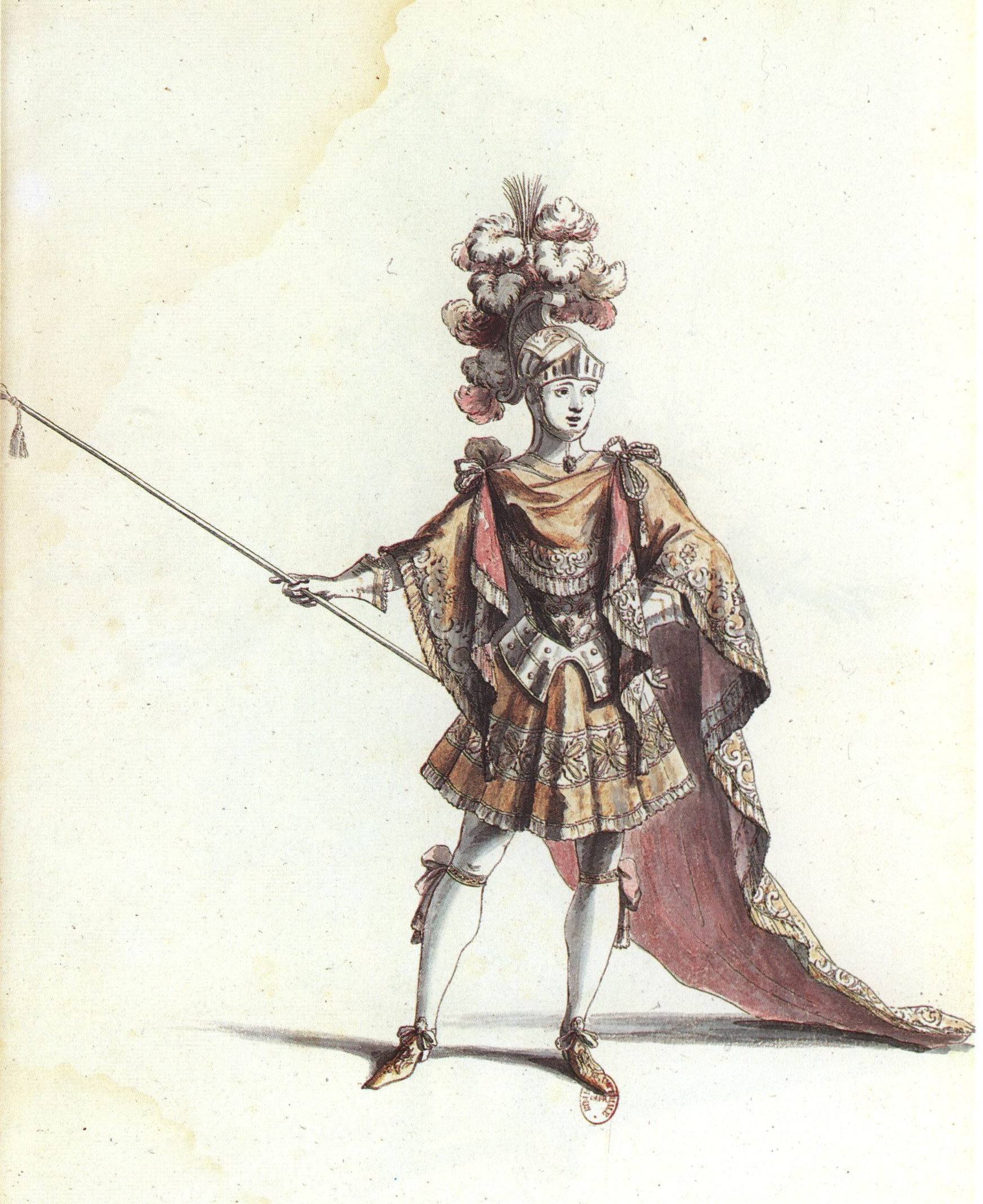
Renaud

Zeitgenössischen Berichten zufolge war die Premiere ein Misserfolg. Dennoch erreichte Armide beim Publikum große Beliebtheit. Zwischen 1692 und 1766 wurde sie regelmäßig in unterschiedlichen Bearbeitungen in Paris gespielt. In den Jahren 1745–1747 gab es eine Gemeinschaftsproduktion mit dem Versailler Hof. Ab dem Ende des 17. Jahrhunderts wurde die letzte Szene des vierten Akts (die Begegnung von Ubalde und Melisse) gestrichen. 1761 überarbeiteten der Komponist François Francœur oder dessen Neffe Louis-Joseph Francœur die Oper gründlich, um sie an den aktuellen Geschmack anzupassen. 1766 ersetzte Pierre-Montan Berton das Divertissement des fünften Akts. Bis Mitte des 18. Jahrhunderts gab es außerdem häufige Aufführungen in Marseille (1686, 1694, 1701), Brüssel (1695, 1697, 1708, 1722, 1726) und Lyon (1689–1750). Weitere frühe Produktionen gab es in Avignon (1687), Den Haag (1701?), Lunéville (1710) und in Berlin – letztere mit Anpassungen von Carl Heinrich Graun. 1690 wurde Armide in Rom aufgeführt – die einzige Aufführung einer Lully-Oper in Italien.
Die große Beliebtheit von Armide zeigt sich an den häufigen Bearbeitungen, der Verwendung einzelner Stücke in von fremder Hand zusammengestellten Suiten und an vier szenischen Parodien. Besonders der Monolog der Armide „Enfin, il est en ma puissance“ (zweiter Akt, Szene 5) erreichte eine größere Bekanntheit und wurde häufig in Anthologien veröffentlicht. Er wurde als „vorbildhaft für die Vertonung der französischen Sprache“ angesehen. Besonders erwähnenswert sind in diesem Zusammenhang eine Parodie von Charles Dufresny in dessen Opéra de campagne von 1692 und die Aufnahme als „Modellvertonung“ in Jean-Philippe Rameaus Nouveau système de musique théorique von 1726. Mitte des 18. Jahrhunderts geriet der Monolog wegen einer Kritik Jean-Jacques Rousseaus (Lettre sur la musique française von 1753) ins Zentrum des Buffonistenstreits.
Jean-Laurent Le Cerf de La Viéville bezeichnete Armide als „die Oper der Frauen“ („L’Opera des femmes“) und verglich sie damit mit Lullys anderen Opern Atys („die Oper des Königs“), Phaëton („die Oper des Volks“) und Isis („die Oper der Musiker“).
Das Libretto wurde in späteren Jahren noch mehrfach bearbeitet und neu vertont, z. B. von Tommaso Traetta (Armida, Wien 1761, Libretto von Giacomo Graf Durazzo und Giovanni Ambrogio Migliavacca) und Christoph Willibald Gluck, der abgesehen vom Prolog den Originaltext Quinaults verwendete (Armide, 1777).
Im 20. Jahrhundert wurde Armide zunächst 1905 in der Schola Cantorum Paris, 1911 in Florenz, 1918 in Monte Carlo und 1939 in Genf gespielt.

## Aufnahmen
- 196? – Jean-François Paillard (Dirigent), Orchestre Jean-François Paillard, Chœurs Philippe Caillard.
 Auszüge.
 Musical Heritage Society MHS 867 (1 LP), ERATO 2564605782 (1 CD).[11]
- Januar 1983 – Philippe Herreweghe (Dirigent), La Chapelle Royale, Ensemble Vocal La Chapelle Royale et Collegium Vocale.
 Danièle Borst (La Gloire und Phénice), Greta de Reyghere (La Sagesse und Naïade), Rachel Yakar (Armide), Suzanne Gari (Sidonie), Ulrik Cold (Hidraot), Ulrich Studer (Aronte und La Haine), Zeger Vandersteene (Renaud), Martin Egel (Artémidore und Ubalde), Guy de Mey (Chevalier danois und Amant fortuné), Isabelle Poulenard (Bergère héroïque).
 Studioaufnahme, gekürzt.
 Erato STU 715302 (2 LPs).[12]:8844
- 1986 – Ivor Keys (Dirigent).
 Jane Manning (Armide), John Foster (Renaud).
 Video; live, vermutlich aus dem Octagon Theatre der University of Western Australia.
 House of Opera DVDCC 173.[13]
- November 1992 – Philippe Herreweghe (Dirigent), La Chapelle Royale, Ensemble Vocal La Chapelle Royale et Collegium Vocale.
 Véronique Gens (La Gloire, Phénice, Melisse und Bergère héroïque), Noemi Rime (La Sagesse, Lucinde, Sidonie und Naïade), Guillemette Laurens (Armide), Bernard Deletré (Hidraot und Ubalde), Luc Coadou (Aronte), Howard Crook (Renaud), John Hancock (Artémidore und La Haine), Gilles Ragon (Chevalier danois und Amant fortuné).
 Studioaufnahme, Originalfassung.
 HMC CD: 901 456.57 (2 CDs).[12]:8845
- 2007 – Ryan Brown (Dirigent), Opera Lafayette.
 Stephanie Houtzeel (Armide), Ann Monoyios (Phénice und Lucinde), Miriam Dubrow (Sidonie), François Loup (Hidraot und Ubalde), Darren Perry (Aronte), Robert Getchell (Renaud), William Sharp (Artémidore und La Haine), Tony Boutté (Chevalier danois und Amant fortuné), Tara McCredie (Naïade), Adria McCulloch (Bergère héroïque).
 Studioaufnahme.
 Naxos 8.660209-10 (2 CDs).[14]
- 2008 – William Christie (Dirigent), Robert Carsen (Regie), Jean-Claude Gallotta (Choreographie), Gideon Davey (Ausstattung und Kostüme), Chœur et orchestre Les Arts Florissants, Danseur du Centre Chorégraphique National de Grenoble, Groupe Emile Dubois.
 Claire Debono (La Gloire, Phénice und Lucinde), Isabelle Druet (La Sagesse, Sidonie und Melisse), Stéphanie d’Oustrac (Armide), Nathan Berg (Hidraot), Marc Mauillon (Aronte und Ubalde), Paul Agnew (Renaud), Marc Callahan (Artémidore), Andrew Tortise (Chevalier danois), Laurent Naouri (La Haine), Anders J. Dahlin (Amant fortuné).
 Video; live aus dem Théâtre des Champs-Élysées in Paris.[15]
- 10. Dezember 2015 – Christophe Rousset (Dirigent, Cembalo), Les Talens Lyriques, Chœur de chambre de Namur.
 Judith van Wanroij (Phénice, la Gloire, Mélisse), Marie-Claude Chappuis (La Sagesse, Sidonie, Bergère héroïque), Marie-Adeline Henry (Armide), Douglas Williams (Hidraot), Antonio Figueroa (Renaud), Emiliano Gonzalez Toro (Artémidore), Etienne Bazola (Ubalde), Cyril Auvity (Chevalier danois, Amant fortuné), Marc Mauillon (Aronte, La Haine).
 Live, konzertant aus der Grande salle Pierre Boulez der Philharmonie de Paris.
 Aparté, AP135.[16]
- April 2019 – Hervé Niquet (Dirigent), Le Concert Spirituel.
 Véronique Gens (Armide), Chantal Santon Jeffery (Phénice, Lucinde), Katherine Watson (Sidonie, Naïade, Plaisir), Tassis Christoyannis (Hidraot, La Haine), Philippe-Nicolas Martin (Aronte, Artémidore, Ubalde), Reinoud Van Mechelen (Renaud), Zachary Wilder (Chevalier danois).
 Fassung von Francœur, 1778.
 Alpha 973 (2 CDs).[9]
- 10.–14. Mai 2023 – Vincent Dumestre (Dirigent), Le Poème Harmonique, Chœur de l’Opéra de Dijon.
 Eva Zaïcik (La Gloire, Sidonie und Lucinde), Marie Perbost (La Sagesse, Phénice und Melisse), Stéphanie d’Oustrac (Armide), Tomislav Lavoie (Hidraot), Virgile Ancely (Aronte und Ubalde), Cyril Auvity (Renaud), Timothée Varon (Artémidore und La Haine), David Tricou (Chevalier danois und Amant fortuné), Anouk Defontenay (Naïade und Bergère héroïque), Jeanne Lefort (Bergère).
 Aufgenommen in der Königlichen Oper Versailles.
 Château de Versailles Spectacles CVS 124 (2 CDs).[17][18]